# 堀川 (京都府)
堀川（ほりかわ）は、京都府京都市を流れる淀川水系の河川。
第二次世界大戦後の下水道の整備などにより水流はほぼ消滅していたが、平成になってから水流を復活させる事業が行われかつての景観が復活した。

## 地理
現在の堀川は、琵琶湖疏水分線の水を使用している。賀茂川を地下導水管でくぐり、紫明通・堀川通の中央分離帯の中に整備された水路を経て、今出川通で既存の開渠部につながっている。一条通の一条戻り橋を経て、御池通までが開渠部である。そこから南は再び暗渠となり、西本願寺の東でわずかに地上に現れるほかは堀川通の地下を流れる。近鉄京都線上鳥羽口駅の西で開渠となり、すぐに鴨川と合流する。

## 歴史
平安京造営以前には、古烏丸谷（現在の烏丸通付近）や古堀川谷（堀川通付近）に自然の河川が流れていたと推測されている。平安京造営にあたって、これらの川を改修して堀川小路に沿う運河としたのが堀川の起源である。なお、この堀川付近にもともとの賀茂川（鴨川）扇状地の流路があり、平安京の造営に当たって今の賀茂川（鴨川）の流路に人為的につけ替えたという説（鴨川つけ替え説）があり、かつて通説となっていたが、1990年代に地質学の方から疑義が提示され、以後多くの歴史学者が「つけ替えはなかった」との説に従うこととなった。だが、最近ではこの「非つけかえ説」に対する批判が複数の研究者からなされ、つけかえ説が再評価される傾向にある。堀川は都市河川として平安建都以来水運の用を担いそれは明治期まで続いていた。
また、朱雀大路を挟んで対称の位置には西堀河（現在の紙屋川）が作られた。平安時代には物資の運搬のほか、貴族の庭園に水を引くためにも用いられた。後には農業用水や友禅染などにも用いられるようになった。江戸時代の地図には四条堀川から西側に向けて分流の四条川が描かれているが、平成の現在ではその姿を見ることはできない。
第二次世界大戦後の賀茂川改修に起因する水源の喪失や下水道（京都市では雨水合流式）の整備などにより、水流はほぼ消滅した。昭和後期までは今出川通の北にあった支流の小川が琵琶湖疏水分線の終点になっていたほか、堀川今出川通の南の開渠地点から堀川五条交差点まで堀川を挟んで東に細い東堀川通（南進一方通行）と広い南北各2車線の堀川通があったが、大雨が降るたびに合流式下水管から溢れた水が堀川に流れ込み、（暗渠が始まる）五条堀川付近で堀川が溢れて近隣では床下浸水の被害がたびたび発生した。このため、河川改修で小川など今出川通以北の流路を閉鎖すると共に五条通から御池通までの間も暗渠化されて、御池通以南の東堀川通は堀川通と一体化した。また川底には大きな礫が敷き詰められていたが、夏季に雑草が生い茂り景観を損ねるため、御池通以北に残った開渠部分の川床はコンクリートで固められた。こうして、堀川は平時はほぼ水のない下水の緊急放水路という形に変化した。

### 堀川水辺環境整備事業
通常は水が流れなくなった堀川の水流を戻すため、琵琶湖疏水分線から導水して紫明通及び今出川通以北の堀川通の中央分離帯に新規に水路を整備すると共に、今出川通から御池通までの既存開渠部の親水空間としての整備が行われた。事業は2002年度から始まり、2009年3月29日に通水式典が行われると共に通水が開始され、完成した。整備延長4.4km。事業費18億円。
堀川へのせせらぎの復活は、川沿いの25団体が美化団体「堀川と堀川通を美しくする会」が1985年に設立され、1997年に堀川の水辺空間の整備を求める要望書を市に提出した。

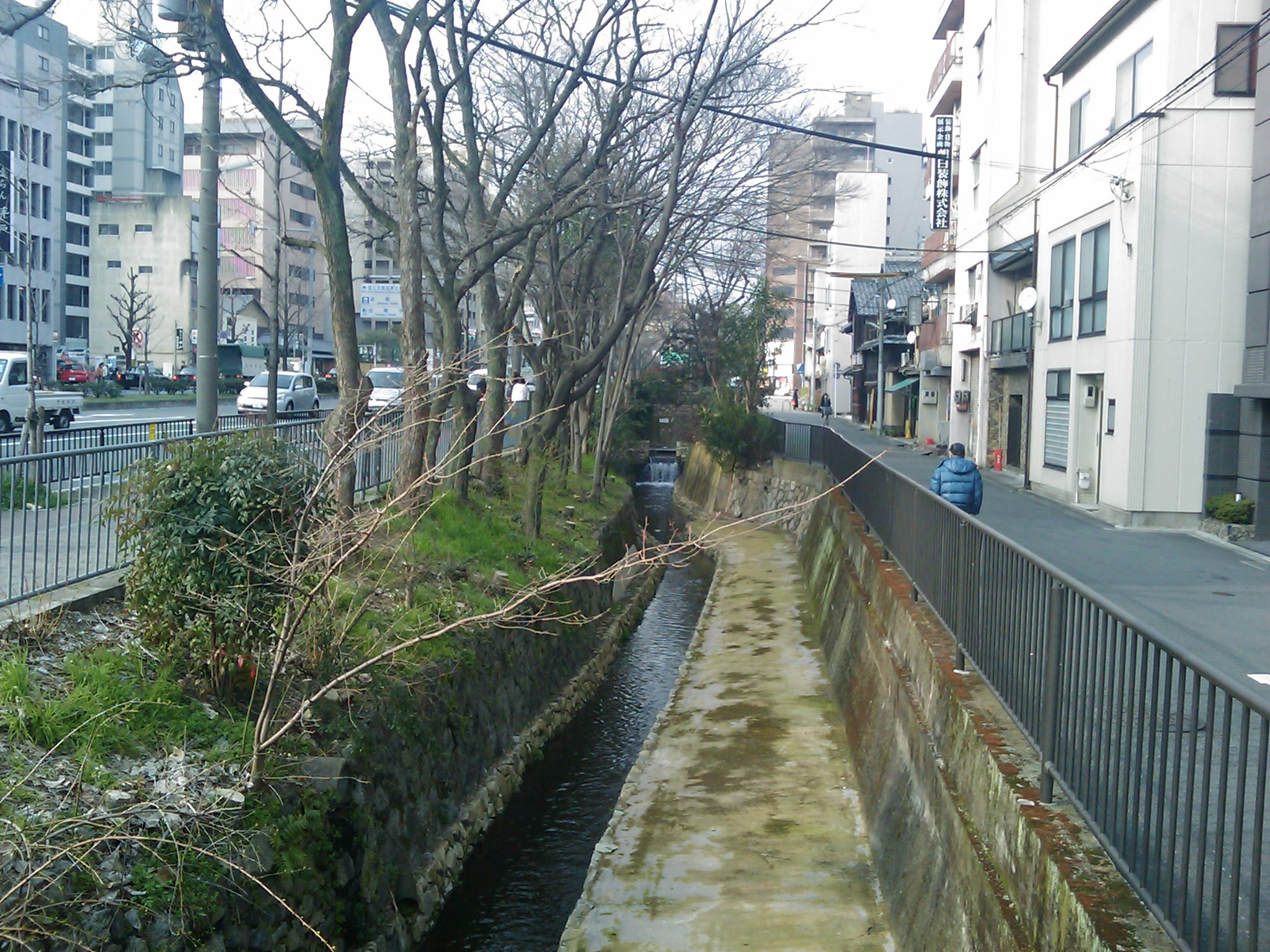
元誓願寺通から放水口を北に望む
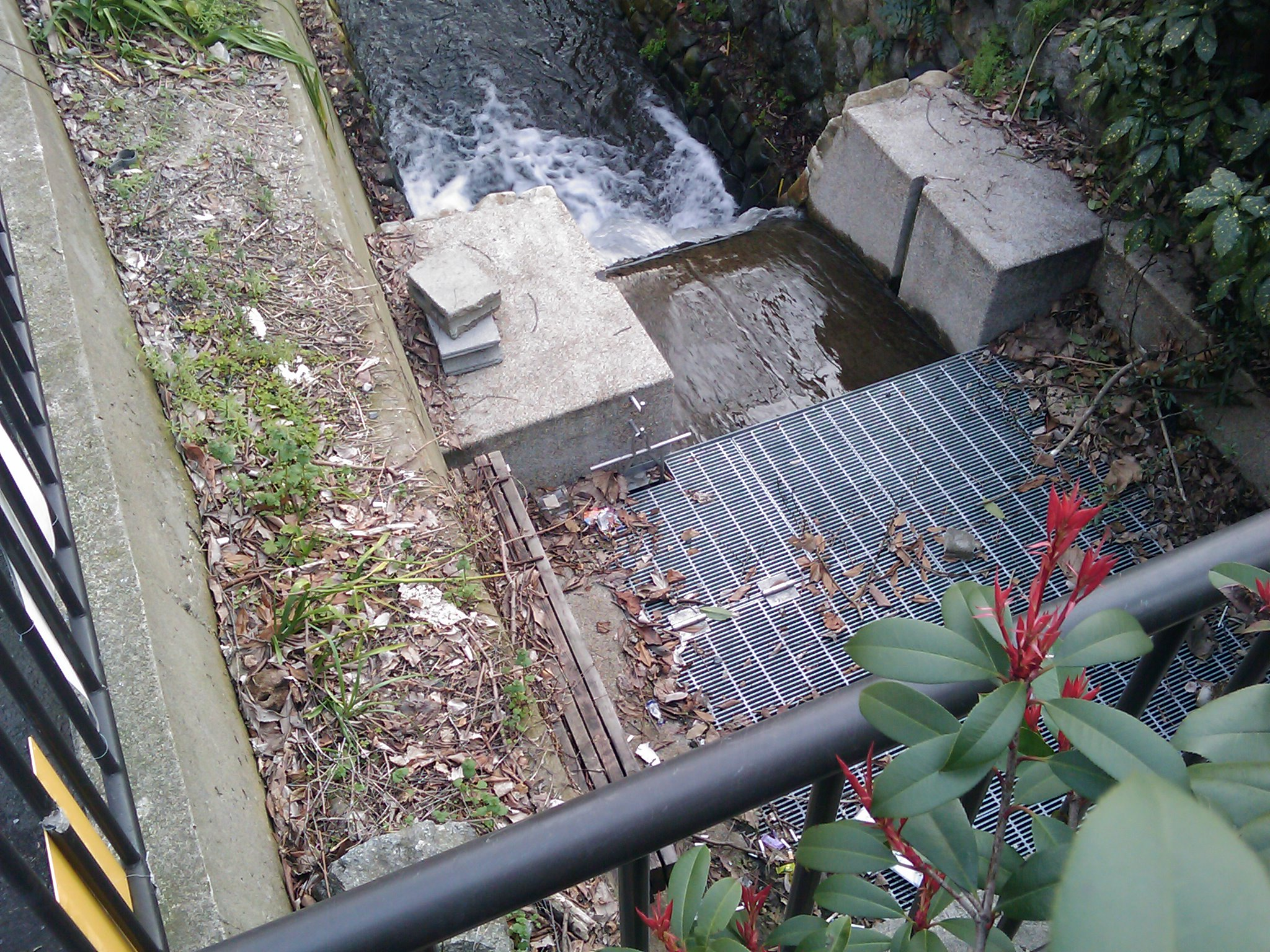
暗渠から地上に現れた放水口部分
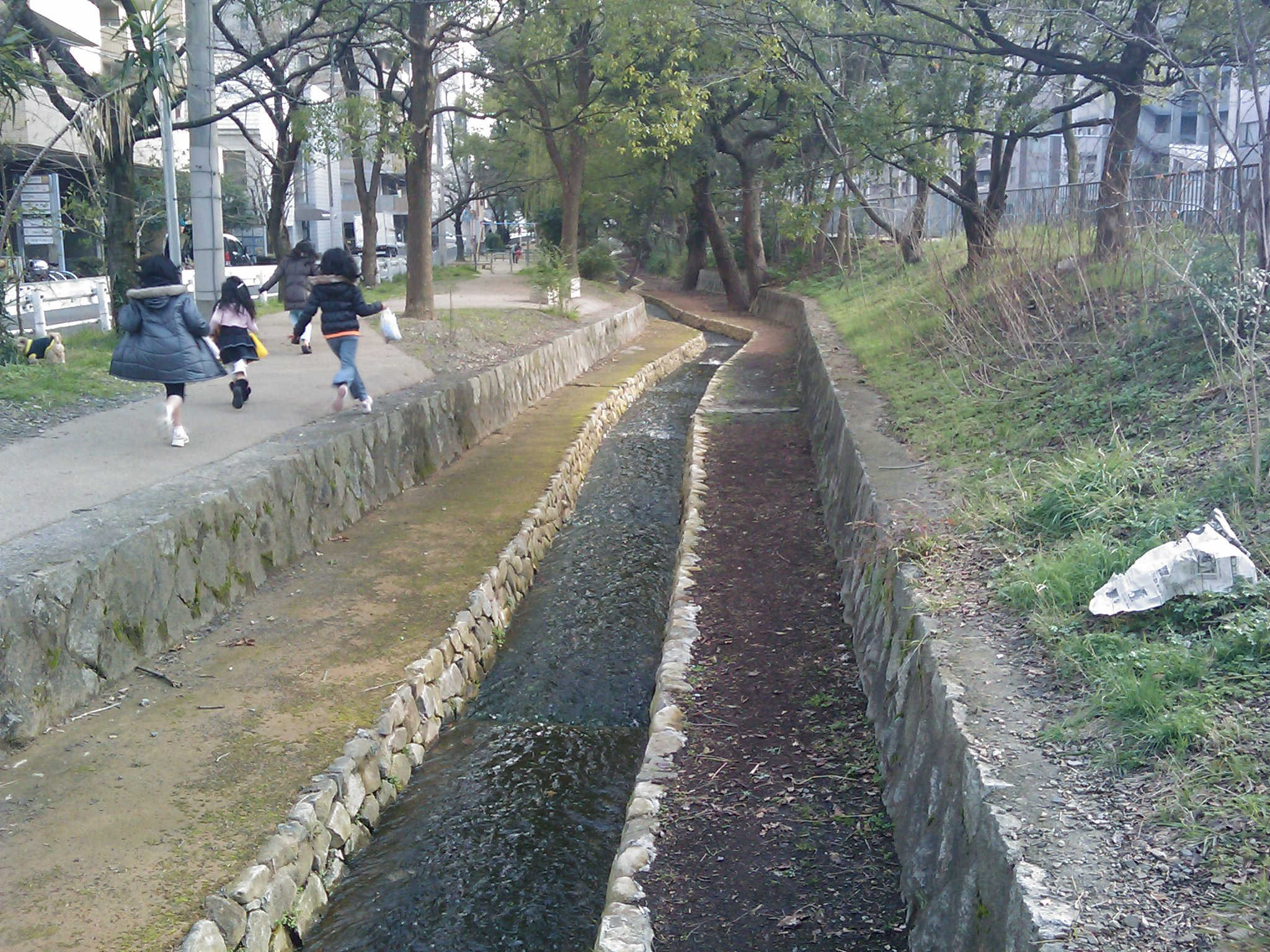
復活した水流
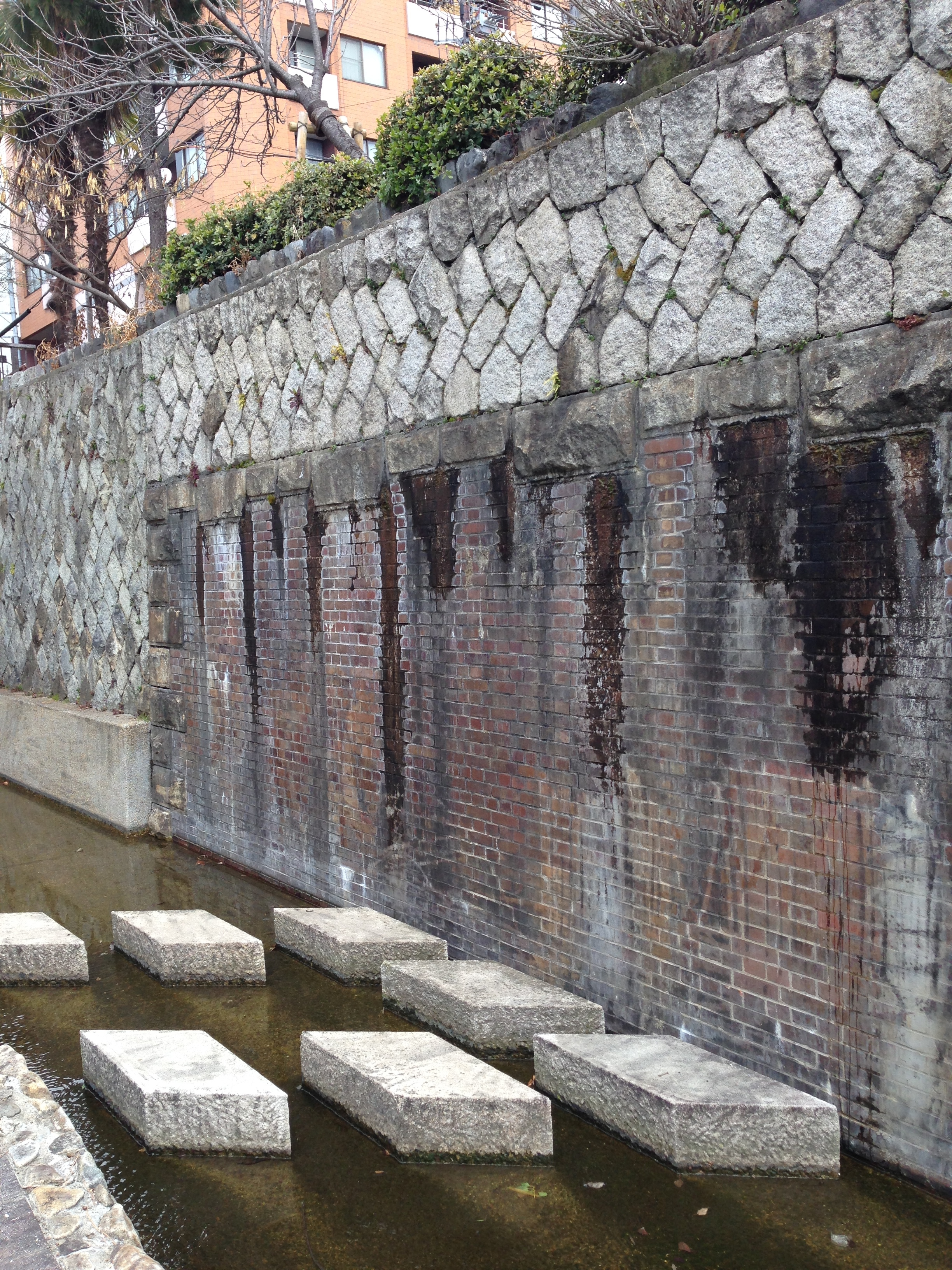
堀川第一橋下流、京都市電の橋台跡
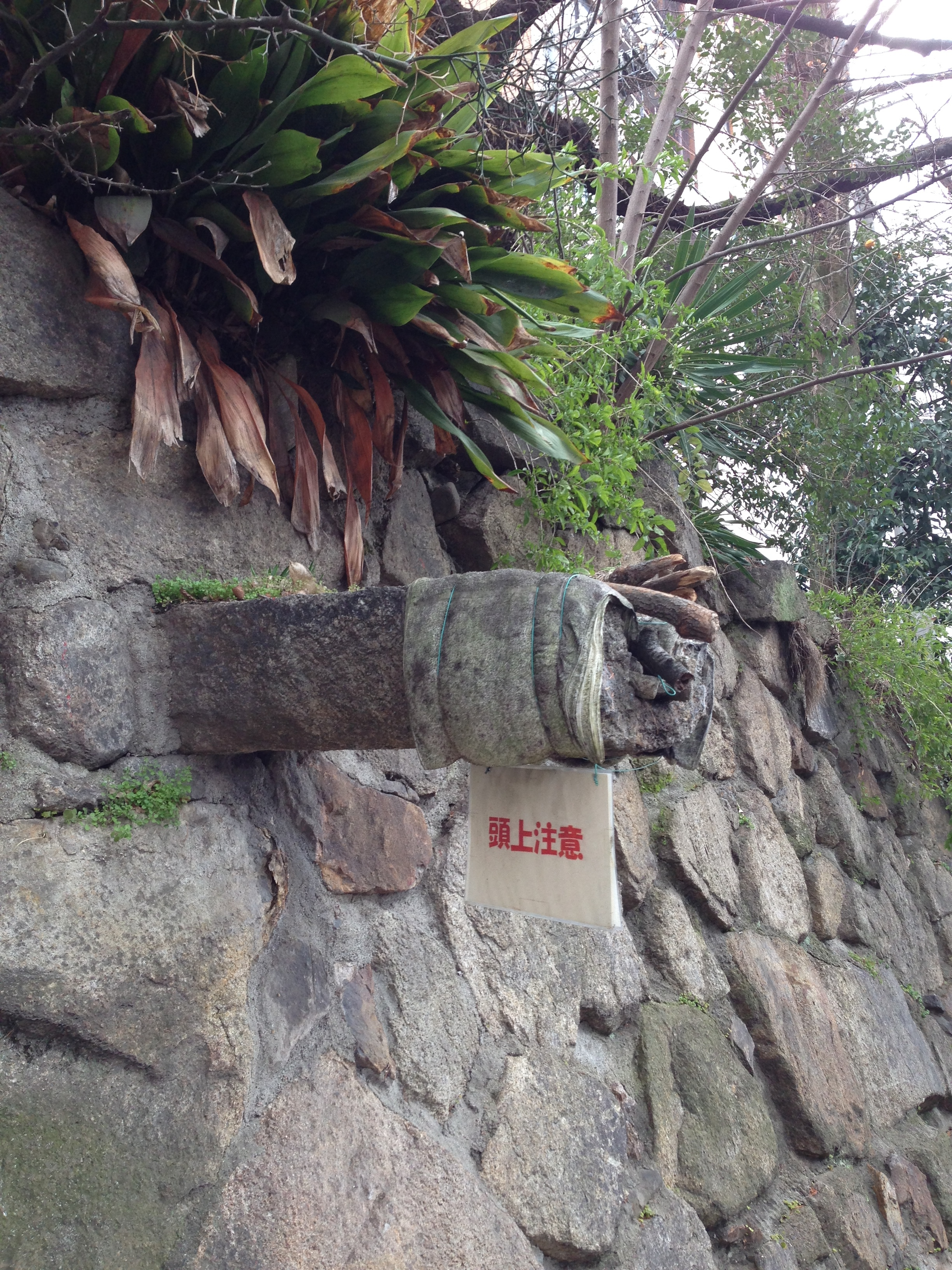
堀川第一橋付近、桃山期あるいは江戸期以来の石製排水樋（現在は喪失）
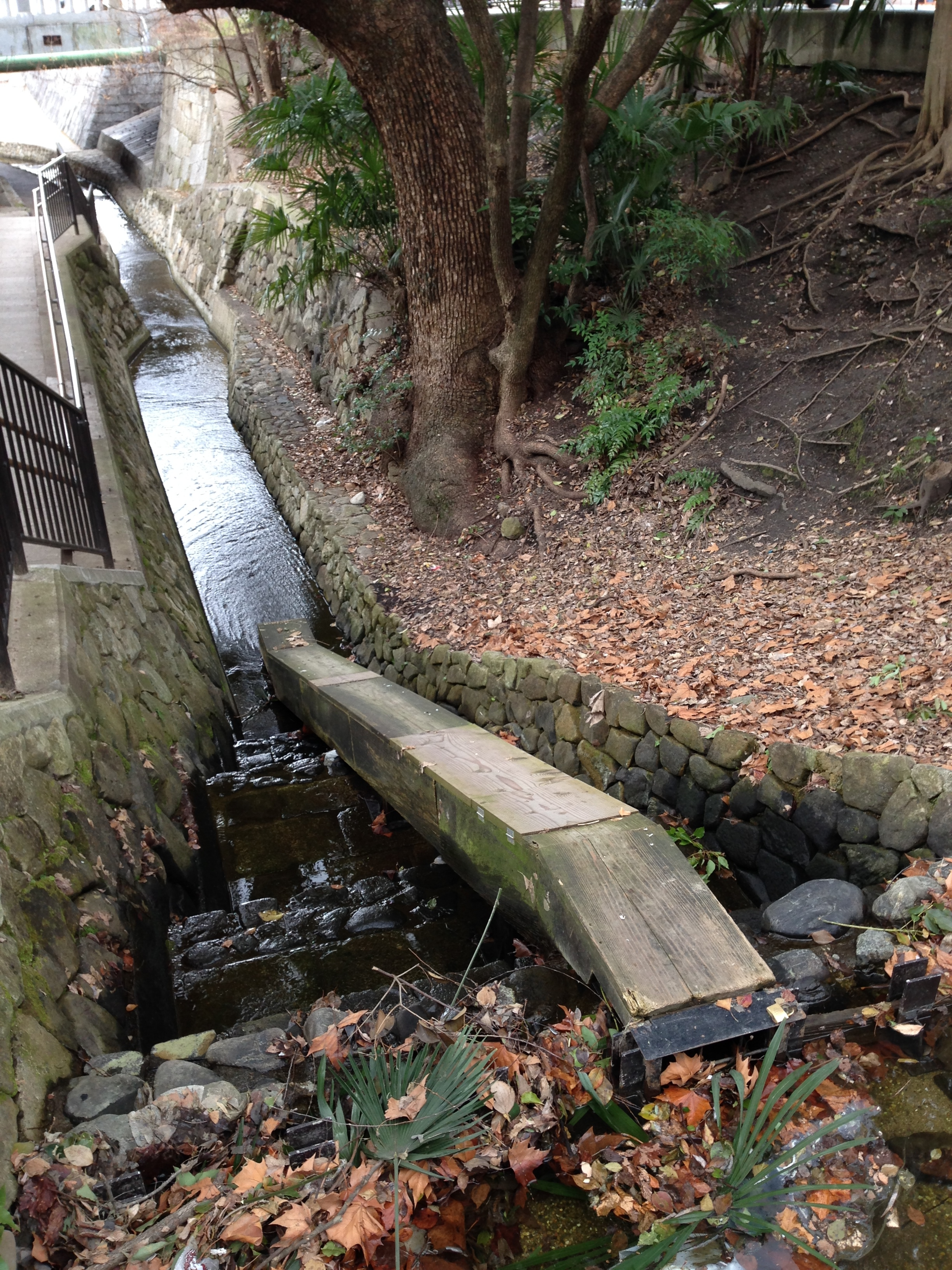
一条戻橋下

### 参照
1. ↑  堀川水辺環境整備事業／京都市
2. ↑  京都新聞 2009年3月30日朝刊 p.17
3. ↑  京都新聞 2009年2月16日朝刊 p.20